# Universidade de Limoges
Universidade de Limoges (em francês: Université de Limoges) é uma instituição de ensino superior pública francesa localizada na cidade de Limoges. Fundada em outubro de 1968 após o agrupamento de diversas faculdades na região, como a de Farmácia e de Medicina, criadas em 1626. É uma das principais instituições da Nova Aquitânia e faz parte, desde 2015, do conjunto de universidades Leonardo da Vinci, ao lado da Universidade de Poitiers e de escolas de engenharia.